# Eleição presidencial no Brasil em 1922
A eleição presidencial brasileira de 1922 foi a décima eleição presidencial e a nona eleição presidencial direta. Foi realizada em duas datas distintas; primeiramente em 1º de março para presidente e vice-presidente como previa a Constituição de 1891; e a segunda data foi em 22 de agosto, pois Urbano Santos que havia sido eleito vice tinha falecido em 7 de maio, antes mesmo da posse em 15 de novembro de 1922, e de acordo com a Constituição, deveria ser feita uma nova eleição. A eleição foi realizada em todos os vinte estados  da época e no Distrito Federal. Os resultados da eleição de 1º de março foi divulgada em 8 de junho, e a de 22 de agosto foi divulgada em 10 de novembro, cinco dias antes da posse.

## Processo eleitoral da República Velha (1889–1930)
De acordo com a Constituição de 1891 que vigorou durante toda a República Velha (1889–1930), o direito ao voto foi determinado a todos os homens com mais de 21 anos que não fossem analfabetos, religiosos e militares. Mesmo tendo o direito de voto estendido a mais pessoas, pouca parcela da população participava das eleições. A Constituição de 1891 também declarou que todas as eleições presidenciais seriam realizadas em 1º de março. A eleição para presidente e vice eram realizadas individualmente, e o mesmo poderia se candidatar para presidente e vice.
Durante a República Velha, o Partido Republicano Paulista (PRP) e o Partido Republicano Mineiro (PRM) fizeram alianças para fazer prevalecer seus interesses e se revezarem na Presidência da República, assim, esses partidos na maioria das vezes estiveram a frente do governo, até que essas alianças se quebrassem em 1930. Essas alianças são chamadas de política do café com leite.
Nessa época, o voto não era secreto, e existia grande influência dos coronéis - pessoas que detinham o Poder Executivo municipal, e principalmente o poder militar da região. Os coronéis praticavam a fraude eleitoral e obrigavam as pessoas a votarem em determinado candidato. Com isso, é impossível determinar exatamente os resultados corretos.

## Candidaturas
Para Presidente da República, sessenta (60) nomes foram sufragados, e oficialmente, entre eles estavam o advogado e candidato pela situação política Artur Bernardes e  pela oposição o advogado Nilo Peçanha, na chamada "Reação Republicana". Para vice-presidente na eleição de 1º de março, cento e trinta e três (133) nomes foram sufragados, entre eles o ex-vice-presidente Urbano Santos e o jurista José Joaquim Seabra. Na segunda eleição para vice em 22 de agosto, dos quarenta e quatro (44) nomes sufragados, se destacaram o advogado Estácio Coimbra, e novamente, José Joaquim Seabra.
O então presidente Epitácio Pessoa não indicou um candidato a ser apoiado na chapa de Artur Bernardes, mas declarou a "conveniência de ser o Vice tirado dentre os políticos do norte, desde que o Presidente ia ser do sul". José Joaquim Seabra (J. J. Seabra) esperava ser apoiado para vice por Artur, pois o apoiava, e tinha sido senador, ministro e duas vezes governador, além de ter obtido resultados modestos nas eleições para vice anteriormente, ficando entre os quatro mais colocados. Como isso não aconteceu, pois Urbano Santos foi apoiado por Artur, J. J. Seabra resolveu apoiar Nilo Peçanha na Reação Republicana.
A Reação Republicana, formada por partidos regionais como Bahia, Pernambuco, Rio de Janeiro, Distrito Federal e Rio Grande do Sul, apoiou Nilo Peçanha para presidente e J. J. Seabra para vice. Nilo fez campanha na região Norte e no Nordeste do país, e J. J. Seabra fez campanha no Sul.

## Resultados
A população aproximada em 1922 era de trinta e um milhões e novecentas mil de pessoas (31 900 000), sendo um milhão e novecentos (1 900 000) eleitores. Em 1º de março compareceram um milhão e sessenta e seis mil (1 066 000) pessoas, representando 3,34% da população. Em 22 de agosto compareceram trezentos e quatro mil (304 000) pessoas, representando 0,95% da população.
| Eleição para presidente do Brasil em 1922 1º de março | Eleição para presidente do Brasil em 1922 1º de março | Eleição para presidente do Brasil em 1922 1º de março | Eleição para vice-presidente do Brasil em 1922 1º de março | Eleição para vice-presidente do Brasil em 1922 1º de março | Eleição para vice-presidente do Brasil em 1922 1º de março | Eleição para vice-presidente do Brasil em 1922 22 de agosto | Eleição para vice-presidente do Brasil em 1922 22 de agosto | Eleição para vice-presidente do Brasil em 1922 22 de agosto |
| Candidato                                             | Votos                                                 | Porcentagem                                           | Candidato                                                  | Votos                                                      | Porcentagem                                                | Candidato                                                   | Votos                                                       | Porcentagem                                                 |
| ----------------------------------------------------- | ----------------------------------------------------- | ----------------------------------------------------- | ---------------------------------------------------------- | ---------------------------------------------------------- | ---------------------------------------------------------- | ----------------------------------------------------------- | ----------------------------------------------------------- | ----------------------------------------------------------- |
| Artur Bernardes                                       | 466 972                                               | 59,46%                                                | Urbano Santos                                              | 447 595                                                    | 56,85%                                                     | Estácio Coimbra                                             | 295 787                                                     | 99,59%                                                      |
| Nilo Peçanha                                          | 317 714                                               | 40,46%                                                | José Joaquim Seabra                                        | 338 809                                                    | 43,03%                                                     | José Joaquim Seabra                                         | 790                                                         | 0,27%                                                       |
| Urbano Santos                                         | 232                                                   | 0,02%                                                 | Washington Luís                                            | 222                                                        | 0,05%                                                      | Washington Luís                                             | 155                                                         | 0,05%                                                       |
| Outros                                                | 383                                                   | 0,05%                                                 | Outros                                                     | 506                                                        | 0,06%                                                      | Outros                                                      | 264                                                         | 0,09%                                                       |
| Votos nominais                                        | Votos nominais                                        | 785 301                                               | Votos nominais                                             | Votos nominais                                             | 787 278                                                    | Votos nominais                                              | Votos nominais                                              | 296 996                                                     |
| Votos brancos/nulos                                   | Votos brancos/nulos                                   | 280 699                                               | Votos brancos/nulos                                        | Votos brancos/nulos                                        | 278 722                                                    | Votos brancos/nulos                                         | Votos brancos/nulos                                         | 7 004                                                       |
| Total                                                 | Total                                                 | 1 066 000                                             | Total                                                      | Total                                                      | 1 066 000                                                  | Total                                                       | Total                                                       | 304 000                                                     |
| Fonte:                                                |                                                       |                                                       |                                                            |                                                            |                                                            |                                                             |                                                             |                                                             |

Nota geral: os valores são incertos (ver processo eleitoral).